# اوسچیو
اوسچیو (به ایتالیایی: Uscio) یک کومونه در ایتالیا است که در استان جنوا واقع شده‌است. اوسچیو ۹٫۶ کیلومتر مربع مساحت و ۲٬۲۷۴ نفر جمعیت دارد و ۳۶۱ متر بالاتر از سطح دریا واقع شده‌است.